# Hubert Miller (calciatore)
Hubert Miller, sino al 1953 Mueller (Stettino, 20 aprile 1938), è un ex calciatore polacco.

## Carriera
Attaccante del Rapid Welnowiec, nel 1964 a seguito della fusione di numerosi sodalizi di Katowice diventa un giocatore del GKS Katowice, club di cui sarà il primo capitano.
Con la formazione della Slesia ottiene la promozione nella massima serie polacca nel 1965. Nella stagione 1965-1966, la prima di Miller e del Katowice nel campionato di massima serie, ottenne il decimo posto. In quell'annata totalizzò 21 presenze, segnando una rete.
Nel 1966 Miller si trasferisce negli Stati Uniti d'America per giocare nei Chicago Eagles e poi dal 1967 nei Chicago Spurs, società militante in NPSL I. Con gli Spurs ottenne il terzo posto nella Western Division.
Terminata l'esperienza americana torna in Europa e si trasferisce ad abitare in Germania.